# Tidsserie

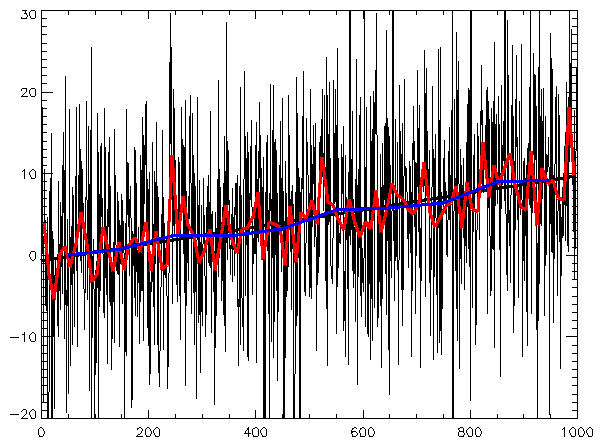
Tidsserie: Slumpmässig data plus trend.

En tidsserie är en serie av datapunkter som är observerade över en given tid. Den vanligaste typen av tidsserie är en sekvens tagen vid successiva punkter i tiden med samma avstånd mellan mätningarna. Exempel på tidsserier är gps-positioner, en akties värde och folkmängd mätta över tid.
Tidsserieanalys handlar om att analysera tidsserier med syftet att extrahera statistik och andra karakteristika drag hos datan. Tidsserieprediktion handlar om att med hjälp av en matematisk modell försöka förutspå framtida värden baserad på antingen extrapolering av historiska data eller med hjälp av andra tidsserier som man tror kan ha en påverkan.